# Nice guy Julio
Nice guy Julio o en español como El buen Julio es una película independiente ecuatoriana, dirigida por Jhonny Sánchez Obando y protagonizada por Jandry García, Karin Farfán, Michelle Prendes y Hugo Avilés.

## Trama
El género de la película es el drama con toques de sarcásmo y surrealismo; y trata de un grupo de autoayuda de ocho personas, denominado Los Guerreros del Sol, creado y liderado por Julio, el tipo bueno del grupo, que se reúnen todos los sábados en una casa para contar sus problemas y desahogarse, hasta que el 16 de abril de 2016, justo cuando Julio quería elaborar su nuevo gran plan, ocurre a las 18h58 el terremoto que aconteció en Ecuador.

## Producción
El largometraje fue escrito y dirigido por Jhonny Sánchez Obando, bajo la producción de Renacer Films, ahora Pachamama Vibes and Films. La película fue rodada durante una semana y media en noviembre de 2016, en las localidades de Guayaquil, Manabí y Esmeraldas. Su distribución estuvo a cargo de la Fundación FestiCineGye. El presupuesto para la realización del filme fue de unos $20.000.00 y también muestra una serie de registros audiovisuales inéditos sobre el terremoto de Ecuador de 2016.

## Elenco
El elenco está conformado por Jandry García, quien protagoniza la cinta e interpreta a Julio, además de los actores Karin Farfán, Hugo Avilés, Michelle Prendes y Santos Daniel protagonizan la cinta, junto a Oscar Cabezas, Jesús Pinargote, Pedro José Sánchez, Marcos Chuncho, Stefanny Baldeón, Tatiana Pupulin y Cheo Poggy como parte del reparto.

## Estreno
Nice guy Julio fue expuesta en septiembre de 2017, en la tercera edición del Festival Internacional de Cine de Guayaquil, realizado en el MAAC cine. Se proyectó desde el 3 de junio de 2019 en las salas de cine de Ochoymedio en Quito.